# Semiothisa septemfluaria
Semiothisa septemfluaria är en fjärilsart som beskrevs av Augustus Radcliffe Grote 1881. Semiothisa septemfluaria ingår i släktet Semiothisa och familjen mätare. Inga underarter finns listade i Catalogue of Life.